# Proguanil
Proguanil é um fármaco antimalárico também denominado como cloroguanida. Surgiu em 1945 devido a pesquisa antimalárica inglesa.